# Vanish
Vanish (рус. Ва́ниш) — марка пятновыводящих средств производства Reckitt, продаваемых в Австралии, Индии, Индонезии, России, Южной Африке, Латинской Америке и некоторых частях Европы.

## История
Большинство продуктов Vanish предназначены для удаления пятен с одежды, а некоторые — для удаления пятен с ковров и обивки мебели.
В Австралии Vanish заменил «Preen» в озвучке рекламы в СМИ в качестве названия средства для предварительной обработки пятновыводителя для одежды, хотя «Vanish Preen» и «Vanish Napisan» продолжают появляться как суббренды. Маркетинговый слоган Vanish по состоянию на январь 2011 года звучит так: «Доверяй розовому, забудь о пятнах».
Vanish — мировой лидер на рынке пятновыводителей в категории средств для обработки тканей, который продаётся более, чем в 60 странах по всему миру. Изначально в 1983 году шотландской компанией Projectina Co Ltd, основанной Робертом Г. Макфарлейном в Скелморли, начали выпускаться средства для стирки белья, удаляющие пятна. Бренд был приобретён Ecolab в 1986 году и стал брендом Benckiser в 1987 году, когда последний приобрёл подразделение Ecolab по производству потребительских товаров. Компания Benckiser N.V. объединилась с Reckitt & Colman PLC в 1999 году, образовав Reckitt Benckiser PLC. Название Vanish теперь применяется к широкому ассортименту средств для удаления пятен из широкого спектра текстильных материалов, теперь включая шторы и ковры. У Reckitt есть несколько дочерних компаний по всему миру, таких как RB N.V. (Нидерланды).

## В Северной Америке
В Северной Америке Vanish выпускается под торговой маркой Resolve. Первоначально он был произведён Леном и Финком, производителями универсального чистящего средства Lysol и родентицида d-CON. В настоящее время бренд Resolve является средством для чистки ковров.

## В Турции
В Турции Vanish выпускается под торговой маркой Kosla.